# アルファ+A
『アルファ+A』（アルファプラスアルファ）は、カトウハルアキによる日本の漫画作品。
ぺんぎん書房時代の『COMIC SEED!』にて2005年9月号から11月号（休刊）まで連載された。全3話。連載当時のペンネームは珈琲。完結しておらず、単行本も出版されていない。

## あらすじ
五十川市。小学生のアキラは、ヘルメットをかぶった奇妙な変質者に襲われる。その変質者は自分は宇宙人だと名乗り、アキラの持っている「チェス」を要求してくる。宇宙人、そしてアキラの持つ芸術品「チェス」にはある秘密が……。

## 登場人物

### 地球人
アキラ
主人公。冒険家の父親からもらった白のチェスを所有していた。
イズミ
アキラのクラスメイト。眼鏡をかけた女子。
ウミ
アキラのクラスメイト。女子。常に行動が早い。
ハチ
アキラのクラスメイト。ボーズ頭の男子。
オリエ
アキラのクラスメイト。女子。委員長を務める。

### 宇宙人
ヌエ
アキラのチェスを求めて五十川市にやってきた宇宙人。ダイアゴナル星人で、地球には一人で来たらしい。

## チェス
「チェス」とは「チェスマン」と呼ばれる職人が作る宇宙の芸術品であり、宇宙の鉱物「ボード」を原料とする。普段は地球のチェスの駒と似た外見をしているが、他に「ポーン」と呼ばれる、兵器のような機能を持つ形態が存在する。

### アキラのチェス
アポロ
アキラのチェスのポーン形態時のロボット。自律的に動く。

### ヌエのチェス
ハンマー
ポーン形態はただのハンマー。安物らしい。
その他
ポーン形態はアポロと同じくロボット。アポロやヌエに見境無く襲い掛かってくるが、理由は不明。